# 2019
| 2019                                                         |
| ------------------------------------------------------------ |
| Dødsfald - Fødsler                                           |
| • Begivenheder • Film • Litteratur • Musik • Politik • Sport |

| Gregoriansk kalender | 2019 MMXIX              |
| Ab urbe condita      | 2772                    |
| Armensk kalender     | 1468 ԹՎ ՌՆԿԸ            |
| Kinesiske kalender   | 4715 – 4716 戊戌 – 己亥 |
| Etiopisk kalender    | 2011 – 2012             |
| Jødisk kalender      | 5779 – 5780             |
| Hindukalendere       |                         |
| - Vikram Samvat      | 2074 – 2075             |
| - Shaka Samvat       | 1941 – 1942             |
| - Kali Yuga          | 5120 – 5121             |
| Iransk kalender      | 1397 – 1398             |
| Islamisk kalender    | 1441 – 1442             |

2019 (MMXIX) begyndte på en tirsdag. Påsken faldt dette år den 21. april
Regerende dronning i Danmark: Margrethe 2. 1972-2024
Se også 2019 (tal)

## Begivenheder

### Januar
- 2. januar - en voldsom storm (Alfrida) med vindstyrke på 32,7 meter i sekundet får en godsvogn fra DB til at falde af og forsage en voldsom togulykke, da den kollidere med et IC4 fra DSB. Der omkommer 8 mennesker den dag

### Februar
- 26. februar - Danmark tangerer varmerekorden i februar med 15,8 °C målt i Aarhus Lufthavn

### Marts
- 2. marts - Bodilprisen uddeles for 72. gang på Stærekassen i København
- 15. marts - New Zealand rammes af terror

### April
- 15. april - den ikoniske franske katedral Notre Dame brænder
- 21. april - voldsomme eksplosioner og terrorangreb i Sri Lanka
- 29. april - på årets udgave af Sports Illustrated ses en muslimske kvinder for første gang med en burkini

### Maj
- 1. maj - Lionel Messi scorer sit mål nr. 600 for F.C. Barcelona
- 18. maj - Holland vinder årets udgave af Eurovision Song Contest med sangen "Arcade" af Duncan Laurence. Konkurrencen blev dette år afholdt i Tel Aviv, Israel.
- 31. maj - Den nye jernbane København - Ringsted via Køge tages i brug

### Juni
- 4. juni - den danske regering beslutter opsætning af et 70 km langt vildsvinehegn langs den dansk/tyske grænse
- 5. juni - der afholdes folketingsvalg i Danmark
- 11. juni - partiet Venstre bryder sammen og der vælges ny formand og næstformand
- 27. juni - Mette Frederiksen præsenterer sit nye ministerhold for Dronningen, og indtræder officielt som Danmarks 42. statsminister

### August
- 19. august - Lars Larsen ejeren af JYSK dør, efter kort tids sygdom
- 31. august - Lars Løkke Rasmussen trækker sig med øjeblikkelig virkning som formand for Venstre

### September
- 21. september - Jakob Ellemann-Jensen vælges til formand for Venstre, uden modkandidater, han afløser Lars Løkke Rasmussen. Inger Støjberg vælges til næstformand for Venstre og slår Ellen Trane Nørby, Inger Støjberg efterfølger Kristian Jensen
- 23. september - den britiske rejsegruppe Thomas Cook Group erklæres konkurs og 600.000 rejsende og medarbejdere strander på rejsedestinationer
- 29. september - Metrocityringen i København i drift [1]
- 30. september - Ny fjordforbindelse ved Frederikssund med tilhørende højbro Kronprinsesse Marys Bro åbner for trafik.[2]

### Oktober
- 28. oktober - Datoen for Brexit bliver igen udskudt til 1. februar 2020.
- 31. oktober - Radiokanalen Radio24syv lukker efter et tabt bud om en DAB-kanal.
- 31. oktober - Oliekoncernen DONG energy lukker til fordel for Ørsted

### November
- 11. november – Merkurpassage[3].

### December
- 12. december - Der afholdes parlamentsvalg i England, den eksisterende premierminister Boris Johnson fra de konservative vinder.
- 18. december - Repræsentanternes Hus i den amerikanske kongres vedtager at indlede en rigsretssag mod Præsident Donald Trump.
- 20. december - United States Space Force grundlægges.

## Dødsfald

### Oktober
- 27. oktober - Lederen af Islamisk Stat Abu Dakr al-Baghdadi dør.

## Personer
- John Phillip Walker Lindh ("Den amerikanske Taliban") kan ansøge om prøveløsladelse.

## Nobelprisen
- Fysiologi eller medicin: William G. Kaelin Jr., Peter J. Ratcliffe og Gregg L. Semenza for "deres opdagelse af, hvordan celler føler og tilpasser sig til iltforekomsten".[4]
- Fysik: James Peebles samt Michel Mayor og Didier Queloz for "bidrag til vores forståelse af universets evolution og Jordens plads i kosmos".[5]
- Kemi: John B. Goodenough, M. Stanley Whittingham og Akira Yoshino for "udvikling af lithium-ion-batterierne".[6]
- Litteratur: Peter Handke for "et indflydelsesrigt forfatterskab, der med lingvistisk opfindsomhed har udforsket periferien og det specifikke i det at være menneske."[7]
- Fredsprisen: Abiy Ahmed for hans vigtige arbejde for at fremme forsoning, solidaritet og social retfærdighed.[8]
- Økonomiprisen: Abhijit Banerjee, Esther Duflo og Michael Kremer for "deres nytænkende tilgang til at afhjælpe global fattigdom".[9]

## Film
- Akira (1988) – en japansk anime-film af Katsuhiro Ōtomo, foregår i en post-apokalypse Tokyo år 2019.
- Blade Runner (1982) – en amerikansk cyberpunk-film af Ridley Scott foregår i Los Angeles november år 2019.
- The Island (2005) – en amerikansk science fiction-film foregår i år 2019.
- The Running Man (1987) – en dystopisk science fiction-film, der foregår i år 2019.

## Billeder
- Orion 15 logo
- Orion lander på Månen
- Månebil fra Apollo 17 missionen.
- John Walker Lindh, 2007